# Siderópolis
Siderópolis es un municipio brasileño del estado de Santa Catarina. Tiene una población estimada al 2021 de 14 176 habitantes. Ubicado entre la Serra do Rio do Rastro y el Océano Atlántico, forma parte de la Región metropolitana Carbonífera.

## Etimología
Su nombre proviene del griego, y significa "Ciudad de Hierro" (Sidírou/σιδήρου = Hierro, Polis/πόλης = Ciudad).

## Historia
El municipio de Siderópolis fue establecido por migrantes italianos en el 1890, la localidad fue llamada Nova Belluno. Con la explotación de minerales en el territorio a principios del siglo XX, en 1943 el entonces distrito de Urussanga, Nova Belluno, adoptó el nombre de Siderópolis. Se emancipó el 19 de diciembre de 1958.
El municipio mantiene hasta el día de hoy sus raíces italianas, gran parte de la población es bilingüe ya sea con el mismo italiano, bergamasco o bellunese.